# 腓特烈·威廉 (霍恩洛厄-英格爾芬根)
腓特烈·威廉（德語：Friedrich Wilhelm zu Hohenlohe-Ingelfingen，1826年1月9日—1895年10月24日），霍恩洛厄-英格爾芬根親王，阿道夫·霍恩洛厄-英格爾芬根的次子。

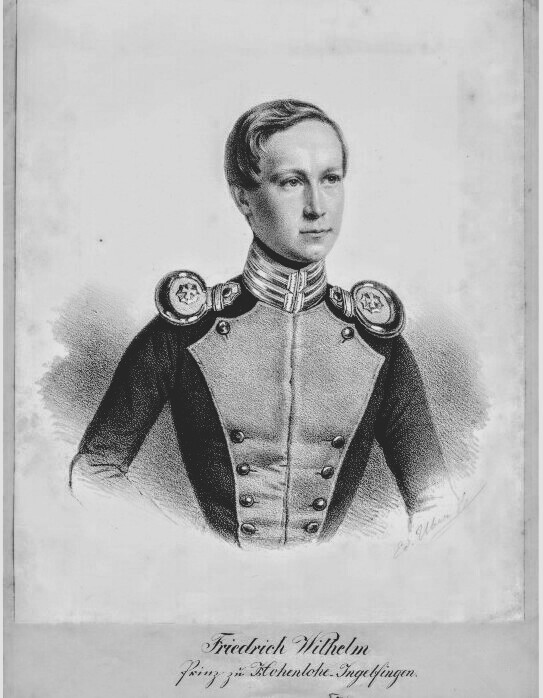
腓特烈·威廉

## 家庭
1872年，腓特烈·威廉與安娜·馮·基希（Anna von Giech）結婚，兩人共有1子4女：
1. 法蘭西絲卡（1873年—1937年）
2. 安娜-路易絲（1876年—1969年）
3. 阿黛爾（1877年—1961年）
4. 卡爾·戈特弗里德（1879年—1960年）
5. 瑪麗亞·阿格尼絲（1883年—1918年）